# Новый Барсук (Речицкий район)
Новый Барсук (бел. Новы Барсук) — деревня в Вышемирском сельсовете Речицкого района Гомельской области Белоруссии.

## География

### Расположение
В 34 км на юго-запад от районного центра и железнодорожной станции Речица (на линии Гомель — Калинковичи), 71 км от Гомеля.

## Транспортная сеть
Транспортные связи по просёлочной, затем автомобильной дороге Хойники — Речица. Планировка состоит из прямолинейной широтной улицы, которая на востоке пересекается прямолинейной улицей и на западе к ней присоединяется короткая улица. Жилые дома деревянные, усадебного типа.

## История
По письменным источникам известна с XIX века как селение в Малодушской волости Речицкого уезда Минской губернии. Основан переселенцами из близлежащих деревень на выкупленных у помещика землях. В 1895 году построена деревянная Успенская церковь. Согласно переписи 1897 года действовали школа грамоты, трактир. Кроме земледелия жители занимались изготовлением кирпича и телег.
С 8 декабря 1926 года центр Новобарсукского сельсовета Речицкого района Речицкого, с 9 июня 1927 года Гомельского (до 26 июля 1930 года) округов, с 20 февраля 1938 года Гомельской области. В 1929 году работали начальная школа, отделение потребительской кооперации. В 1929 году организован колхоз имени М. В. Фрунзе, работали газогенераторная мельница и кузница. В 1939 году в деревню переселена часть жителей посёлка Косово Рука. Во время Великой Отечественной войны в феврале 1942 года оккупанты расстреляли 12 жителей, в августе 1943 года — 14 жителей. В 1942 и 1943 годах каратели частично сожгли деревню, 170 жителей погибли на фронте. Согласно переписи 1959 года центр колхоза имени М. В. Фрунзе. Расположены комбинат бытового обслуживания, средняя школа, Дом культуры, библиотека, больница, аптека, отделение связи, магазин, детский сад.
В состав Новобарсукского сельсовета до середины 1930-х годов входили хутор Будник, посёлок Красное Знамя, до 1974 года — Калинина (в настоящее время не существуют).
До упразднения 12 ноября 2013 года Новобарсукского сельсовета деревня Новый Барсук являлась его административным центром, после его ликвидации включена в состав Вышемирского сельсовета.

## Население

### Численность
- 2004 год — 193 хозяйства, 432 жителя.

### Динамика
- 1897 год — 117 дворов, 989 жителей[2] (согласно переписи).
- 1908 год — 166 дворов 971 житель.
- 1929 год — 203 двора, 1220 жителей.
- 1959 год — 1081 житель (согласно переписи).
- 2004 год — 193 хозяйства, 432 жителя.

## Инфраструктура
- Ново-Барсукское лесничество ГЛХУ "Хойникский лесхоз"[3]

## Культура
- Музей ГУО "Новобарсукская базовая школа Речицкого района"

## Достопримечательность
- Памятник землякам, погибшим в Великой Отечественной войне
- Памятник «Родина-мать», установленный в дань памяти погибшим на фронтах войны землякам
- Свято-Успенская церковь